# Джан Джакомо Кріспо
Джан Джакомо I (італ. Gian Giacomo Crispo; 1447 — 1453) — 14-й герцог Наксоський в 1447—1453 роках.

## Життєпис
Походив з веронського роду Кріспо. Син Джакомо II, герцога Архіпелагу, та Джиневри Гаттілузіо з впливового роду генуезького роду Гаттілузіо, що були сеньйорами Лесбосу. Народився 1447 року через 6 тижнів після смерті батька. Негайно був оголошений новим герцогом. Проте почалася боротьба за регентства. На нього претендувала бабуся немовля — Франческа Морозіні. Проте її відсторонили від влади дідусі герцога — Нікколо, синьйор Сіроса і Сантаріні, та Гульєльмо, синьйор Анафі, які й стали регентами.
1450 році після смерті регента Нікколо за підтримки венеційців новим співрегентом став його син Франческо. Втім вже 1453 року Джан Джакомо помер. Дідусь Гульєльмо захопив владу, відсторонивши стрийню померлого Адріану, яка відповідно до шлюбної угоди мала спадкувати герцогство.